# Pléboulle
Pléboulle (bret. Pleboull) – miejscowość i gmina we Francji, w regionie Bretania, w departamencie Côtes-d’Armor.
Według danych na rok 1990 gminę zamieszkiwało 711 osób, a gęstość zaludnienia wynosiła 50 osób/km² (wśród 1269 gmin Bretanii Pléboulle plasuje się na 715. miejscu pod względem liczby ludności, natomiast pod względem powierzchni na miejscu 692.).